# Христофор Лакапин
Христофор Лакапин (греч. Χριστόφορος Λακαπηνός; 890 — 931) — византийский император в 921—931 годах.

## Биография
Христофор Лакапин был старшим сыном византийского императора Романа I Лакапина и его жены Феодоры. У него было три брата, Стефан Лакапин и Константин Лакапин (соправители Романа в 924—945 годах), а также патриарх Константинопольский Феофилакт, и две неизвестные по имени младшие сестры. Ничего не известно о ранней жизни Христофора. Он был несомненно взрослым в 919—920 годах и у него родилась дочь, достигшая брачного возраста в 927 году, следовательно, он родился приблизительно в 890—895 годах.
Ещё до прихода отца к власти Христофор женился на Софии, дочери богатого патриция Никиты, славянина с Пелопоннеса. Когда Роман добился, чтобы его дочь Елена Лакапина вышла замуж за молодого императора Константина Багрянородного, и стал василеопатором, Христофор сменил его на посту начальника дворцовой стражи (весна 919 года). Роман вскоре провозгласил себя императором (декабрь 920 года).
Для дальнейшего укрепления своих позиций 20 мая 921 года Роман назначил Христофора своим соправителем. Когда мать Христофора умерла в феврале 922 года, его жена София стала Августой наравне с Еленой Лакапин. В 927 году как часть мирного соглашения с Болгарией, дочь Христофора, Мария, стала женой болгарского царя Петра I. В 928 году патриций Никита безуспешно пытался подстрекать Христофора свергнуть своего отца и был из-за этого изгнан. Христофор умер в августе 931 года. Вскоре после его смерти София ушла в монастырь, где и умерла.
У Христофора, кроме дочери, было двое сыновей: Роман и Михаил.